# Allison Williams
Allison Howell Williams, född 13 april 1988 i New Canaan i Connecticut, är en amerikansk skådespelare, komiker och musiker. Hon är bland annat känd för rollen som Marnie Michaels i HBO-serien Girls. Hon har även framträtt på Funny or Die.
Allison Williams är utbildad på Yale University. Hon är dotter till Brian Williams som var nyhetsankare på NBC. 2015–2019 var hon gift med Ricky Van Veen.  Tillsammans med sin partner, den tyske skådespelaren Alexander Dreymon, har hon en son född 2021.

## Filmografi i urval
- 2012–2017 – Girls (TV-serie)
- 2013 – The Mindy Project (TV-serie)
- 2017 – Get Out
- 2018 – Patrick Melrose (TV-serie)
- 2020 – Horizon Line
- 2022 – M3GAN
- 2025 – M3GAN 2.0
- 2025 – Ångrar dig